# Kovačica, Serbien
Kovačica (serbisk kyrilliska: Ковачица, slovakiska: Kovačica, ungerska: Antalfalva) är en stad och kommun i provinsen Vojvodina i norra Serbien. Kommunen inbegriper staden Kovačica och byarna Debeljača, Idvor, Padina, Putnikovo, Samoš, Uzdin och Crepaja.